# Sanyō
Sanyō är en region i Japan. Den utgör den södra delen av Chugoku region på västligaste Honshu. Sanyō är en starkt urbaniserad och industrialiserad del av Japan.
I hansystemet, den administrativa indelningen som gällde före Meijirestaurationen omfattade regionen provinserna Harima, Mimasaka, Bizen, Bitchu, Bingo, Aki, Suō och Nagato. I dagens version av Japans administrativa indelning finns inte regionerna kvar och det finns ingen entydig bestämning men brukar avse  prefekturerna Okayama, Hiroshima, Yamaguchi och södra delarna av Hyōgo.